# Norbert Huber (siatkarz)
Norbert Huber (ur. 14 sierpnia 1998 w Brzozowie) – polski siatkarz, reprezentant Polski, grający na pozycji środkowego. Srebrny medalista Letnich Igrzysk Olimpijskich 2024.
Wychowywał się w Humniskach. W młodości uprawiał wiele sportów. Pasjonowała go piłka nożna i do dziś jest wiernym kibicem Lazio Rzym. Grał także w tenisa ziemnego oraz stołowego. Był nawet zrzeszony w PZSzach. W wieku jedenastu lat zdobył III kategorię szachową. Podczas jednego z treningów, który był przygotowaniem do Mistrzostw Europy Juniorów 2016 uszkodził palec i założono mu gips. Nie chcąc opuszczać treningów zdejmował go, ćwicząc z uszkodzonym palcem. Po jego zakończeniu zakładał gips ponownie na palec.
10 grudnia 2023 roku w 11. kolejce PlusLigi (2023/2024) pomiędzy drużynami Projektu Warszawa i Jastrzębskiego Węgla przez cały mecz zaliczył 13 udanych bloków.
W sezonie PlusLigi (2023/2024) zdobył 149 udanych bloków, co jest rekordem punktów zdobytych blokiem w jednym sezonie PlusLigi.
Podczas Gali Polskiej Ligi Siatkówki 2024 został Siatkarzem Sezonu 2023/2024 PlusLigi.
Pod koniec września 2024 roku portal SportoweFakty podał, że jego partnerką życiową jest o 8 lat starsza Sara Tomiczek. Jest ona założycielką i dyrektorem kreatywnym marki odzieżowej Chiara Wear. Tę firmę tworzy od 2017 roku.
18 czerwca 2025 roku japoński klub Wolfdogs Nagoya ogłosił, że Norbert Huber zasili skład ich drużyny w sezonie 2025/2026.

## Sukcesy klubowe

### Juniorskie
Ogólnopolska Olimpiada Młodzieży:
- 2014

Młoda Liga:
- 2014

Mistrzostwa Polski Kadetów:
- 2015

Mistrzostwa Polski Juniorów:
- 2016
- 2017

### Seniorskie
I liga:
- 2016

Puchar Polski:
- 2022[10], 2023[11], 2025[12]

Mistrzostwo Polski:
- 2022[13], 2024[14]
- 2023[15]

Liga Mistrzów:
- 2022, 2023[16]
- 2024[17]
- 2025[18]

## Sukcesy reprezentacyjne
Mistrzostwa Europy Juniorów:
- 2016

Mistrzostwa Świata Juniorów:
- 2017

Liga Narodów:
- 2023
- 2021
- 2019, 2024[19]

Puchar Świata:
- 2019

Mistrzostwa Europy:
- 2023[20]

Igrzyska Olimpijskie:
- 2024[21]

## Nagrody indywidualne
- 2017: Najlepszy blokujący Mistrzostw Polski Juniorów
- 2023: Najlepszy środkowy Mistrzostw Europy[22]

## Odznaczenia
- Krzyż Kawalerski Orderu Odrodzenia Polski (2024)[23][24]